# Денніс Тауншип (Нью-Джерсі)
Денніс Тауншип (англ. Dennis Township) — селище (англ. township) в США, в окрузі Кейп-Мей штату Нью-Джерсі. Населення — 6285 осіб (2020).

## Демографія
Згідно з переписом 2010 року, у селищі мешкало 6467 осіб у 2370 домогосподарствах у складі 1792 родин. Було 2672 помешкання
Расовий склад населення:
| - 96,8 % — білих - 0,8 % — чорних або афроамериканців - 0,6 % — азіатів - 0,2 % — корінних американців |

До двох чи більше рас належало 1,4 %. Частка іспаномовних становила 1,8 % від усіх жителів.
За віковим діапазоном населення розподілялося таким чином: 21,4 % — особи молодші 18 років, 63,6 % — особи у віці 18—64 років, 15,0 % — особи у віці 65 років та старші. Медіана віку мешканця становила 44,5 року. На 100 осіб жіночої статі у селищі припадало 96,9 чоловіків;  на 100 жінок у віці від 18 років та старших — 94,1 чоловіків також старших 18 років.
Середній дохід на одне домашнє господарство  становив 72 330 доларів США (медіана — 66 727), а середній дохід на одну сім'ю — 83 577 доларів (медіана — 82 442). Медіана доходів становила 51 942 долари для чоловіків та 47 132 долари для жінок. За межею бідності перебувало 12,8 % осіб, у тому числі 28,4 % дітей у віці до 18 років та 8,6 % осіб у віці 65 років та старших.
Цивільне працевлаштоване населення становило 3033 особи. Основні галузі зайнятості: освіта, охорона здоров'я та соціальна допомога — 20,9 %, будівництво — 14,5 %, роздрібна торгівля — 11,0 %, мистецтво, розваги та відпочинок — 10,1 %.